# Осока Ильина
Осока Ильина (лат. Carex iljinii) — многолетнее травянистое растение, вид рода Осока (Carex) семейства Осоковые (Cyperaceae).

## Ботаническое описание
He жёсткое, светло-зелёное растение, с длинным и тонким, 1,5—2(3) мм в диаметре, ползучим корневищем без за́паха.
Стебли высотой 15—45 см, кверху шероховатые.
Листья плоские, шириной 1,5—2,5 мм, короче стебля, тонко заострённые, шероховатые.
Колоски в числе 3—6, верхние андрогинные или тычиночные, реже пестичные, средние андрогинные или тычиночные, нижние пестичные или андрогинные, яйцевидные, длиной 5—7 мм, бледно-зелёные, кверху скученные и сливающиеся, книзу — раздвинутые, зрелые — с прижатыми мешочками. Чешуи яйцевидные, островатые, килеватые, бледно-ржавые, с бело-перепончатым краем, короче мешочков. Мешочки перепончатые, с узким, не более 0,2 мм, зазубренным крылом, ланцетные и яйцевидно-ланцетные, длиной (3,3)3,8—4,2(4,5) мм, 1,3—1,5 мм шириной, плоско-выпуклые, зеленоватые, с обеих сторон с тонкими жилками (сзади менее многочисленными и ясными), вверху коротко густо опушённые, в зрелом виде прижатые, не изогнутые, постепенно суженные в недлинный, спереди расщепленный, едва двузубчатый носик.
Вид описан из Восточной Сибири (Саяны).

## Распространение и экология
Ареал вида охватывает южные районы Восточной Сибири: побережье Байкала и запад Станового нагорья, бассейн Ангары и Саяны (преимущественно на юге), запад и юг Даурии; Дальний Восток: Удский и Зее-Буреинский районы, север и центр Уссурийского края, север Сахалина; северные районы Монголии.
Произрастает в пойменных кедровых, кедрово-пихтовых, реже лиственничных и других лесах, в редколесьях, кустарниках и горной тундре; от верхней части лесного пояса до гольцов.

## Таксономия
Вид Осока Ильина входит в род Осока (Carex) трибы Cariceae подсемейства Сытевые (Cariceae) семейства Осоковые (Apiaceae) порядка Злакоцветные (Poales).
|  |                                      |  |                                                             |                                                             |                    |  | ещё 17 семейств (согласно Системе APG II) | ещё 17 семейств (согласно Системе APG II)         |                                                   |  |  |  | ещё 13 триб (согласно Системе APG II) | ещё 13 триб (согласно Системе APG II) |  |  |  |  | ещё более 2450 видов | ещё более 2450 видов |
|  |                                      |  |                                                             |                                                             |                    |  | ещё 17 семейств (согласно Системе APG II) | ещё 17 семейств (согласно Системе APG II)         |                                                   |  |  |  | ещё 13 триб (согласно Системе APG II) | ещё 13 триб (согласно Системе APG II) |  |  |  |  | ещё более 2450 видов | ещё более 2450 видов |
|  |                                      |  |                                                             | порядок Злакоцветные                                        |                    |  |                                           |                                                   | подсемейство Сытевые                              |  |  |  |                                       | род Осока                             |  |  |  |  |                      |                      |
|  |                                      |  |                                                             | порядок Злакоцветные                                        |                    |  |                                           |                                                   | подсемейство Сытевые                              |  |  |  |                                       | род Осока                             |  |  |  |  |                      |                      |
|  | отдел Цветковые, или Покрытосеменные |  |                                                             |                                                             | семейство Осоковые |  |                                           |                                                   | триба Cariceae                                    |  |  |  | вид Осока Ильина                      |                                       |  |  |  |  |                      |                      |
|  | отдел Цветковые, или Покрытосеменные |  |                                                             |                                                             |                    |  |                                           |                                                   |                                                   |  |  |  |                                       |                                       |  |  |  |  |                      |                      |
|  |                                      |  | ещё 44 порядка цветковых растений (согласно Системе APG II) | ещё 44 порядка цветковых растений (согласно Системе APG II) |                    |  |                                           | подсемейство Мапаниевые (согласно Системе APG II) | подсемейство Мапаниевые (согласно Системе APG II) |  |  |  | ещё около 100 родов                   | ещё около 100 родов                   |  |  |  |  |                      |                      |
|  |                                      |  |                                                             | ещё 44 порядка цветковых растений (согласно Системе APG II) |                    |  |                                           |                                                   | подсемейство Мапаниевые (согласно Системе APG II) |  |  |  |                                       | ещё около 100 родов                   |  |  |  |  |                      |                      |